# Křižník

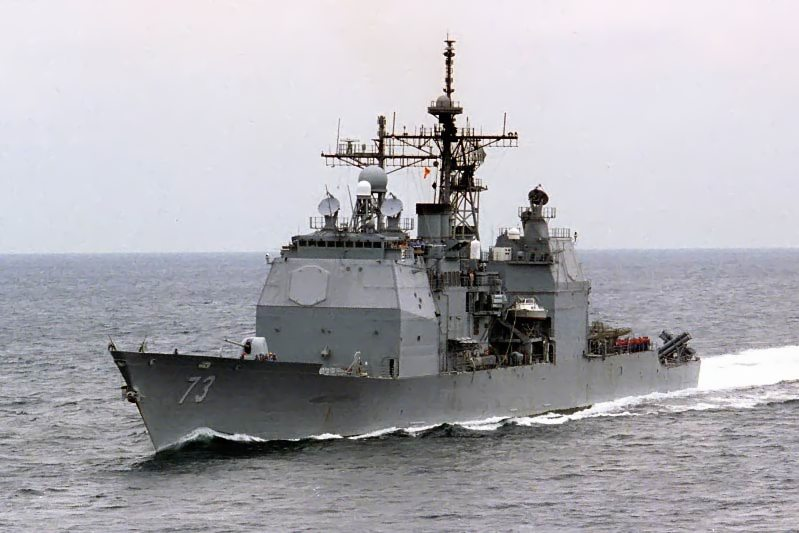
Americký raketový křižník třídy Ticonderoga — USS Port Royal (CG 73)

Křižník je velká válečná loď schopná současně monitorovat a útočit na více různých cílů. Historicky jsou křižníky považovány za nejmenší lodě schopné provádět nezávislé vojenské operace.

## Historie
Pojem křižník se objevil v americké občanské válce. Byly jím označovány korvety, které křižovaly podél pobřeží jižních států a prováděly námořní blokádu. Za jeden z prvních ocelových křižníků je považována fregata Inconstant, postavená v roce 1868. Označení se s vývojem taktiky a strategie námořního boje postupně používalo pro lodě značně odlišných parametrů, plnící odlišné bojové úkoly. Na začátku dvacátého století se terminologie ustálila a zůstala, až na růst výtlaku a výzbroje, po dlouhou dobu neměnná.
Křižníky se začaly rozdělovat na pomocné, lehké, chráněné, pancéřové a bitevní. Po první světové válce přibyly ještě kategorie těžký křižník a protiletadlový křižník. Kategorie lodí byly z velké části definovány dělovou výzbrojí a pancéřováním. Obojí bylo určeno Washingtonskou námořní dohodou z roku 1922. V reakci na dohodu vybudovala Třetí říše třídu kapesních bitevních lodí na půl cesty mezi těžkým křižníkem a bitevní lodí. Další upřesnění povoleného výtlaku a výzbroje přinesla Londýnská konference.
Lehké křižníky mohly nést děla o maximální ráži 152 mm (6 palců). Před propuknutím druhé světové války došlo k úpravě na 155 mm (6,1 palců), ale mnoho států zůstalo u standardní ráže 152 mm. Těžké křižníky mohly být vyzbrojeny děly o maximální ráži 203 mm (8 palců). Většina tehdy moderních těžkých křižníků byla vyzbrojena 8 děly ráže 203 mm (britské křižníky třídy County) nebo 9 děly ráže 203 mm (americké křižníky třídy Baltimore). Lehké křižníky byly vyzbrojeny 9 až 12 děly ráže 152 mm (americké křižníky třídy Cleveland).
Washingtonskou námořní dohodou byl rovněž omezen maximální výtlak křižníků na 10 160 metrických tun (10 000 imperiálních tun). Výtlak křižníků při jejich rozdělování na lehké a těžké nehrál roli – mnoho lehkých křižníků mělo stejný výtlak jako většina těžkých křižníků.
Během druhé světové války byly těžké křižníky často rozhodující silou na bojišti a jejich role byla nezastupitelná. Jejich úkoly byly hodně rozmanité - sahaly od ochrany námořních konvojů, přes útočné operace a ostřelování nepřátelského pobřeží až po průzkum. Velmi aktivně křižovaly oceány ve službách všech hlavních válečných soupeřů a nesmírně se osvědčily.

## Současnost

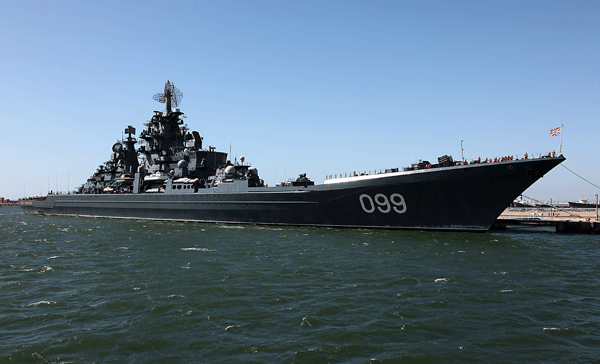
Ruský raketový křižník Pjotr Velikij

Stavba a provozování křižníků je nákladnou záležitosti a proto je dnes ve své výzbroji mají pouze dvě světová námořnictva.
Americké námořnictvo provozuje 22 moderních křižníků třídy Ticonderoga, vybavených zbraňovým systémem Aegis. V současnosti u nich probíhají úpravy, které jim umožní zasáhnout balistické rakety krátkého a středního doletu a satelity na nízkých oběžných drahách. Pak se mají stát součástí systému protiraketové obrany.
Ruské námořnictvo provozuje několik křižníků postavených v době studené války. Zdědilo je po někdejším sovětském námořnictvu. Jedná se o dva mohutné křižníky projektu 1144.2 – Pjotr Velikij a Admiral Nachimov (někdy bývají označovány jako bitevní křižníky), křižníky Moskva (potopen v průběhu ruské invaze na Ukrajinu), Maršal Ustinov a Varjag projektu 1164 Atlant a konečně křižník Kerč projektu 1134B.
Do roku 2017 byl vlajkovou lodí peruánského námořnictva křižník Almirante Grau — původně nizozemský De Ruyter třídy De Zeven Provinciën, lehký křižník rozestavěný ještě před druhou světovou válkou a odkoupený Peru v roce 1973. Proti ostatním současným křižníkům měl zanedbatelnou bojovou hodnotu.